# Oliver Lyttelton, 1. Viscount Chandos

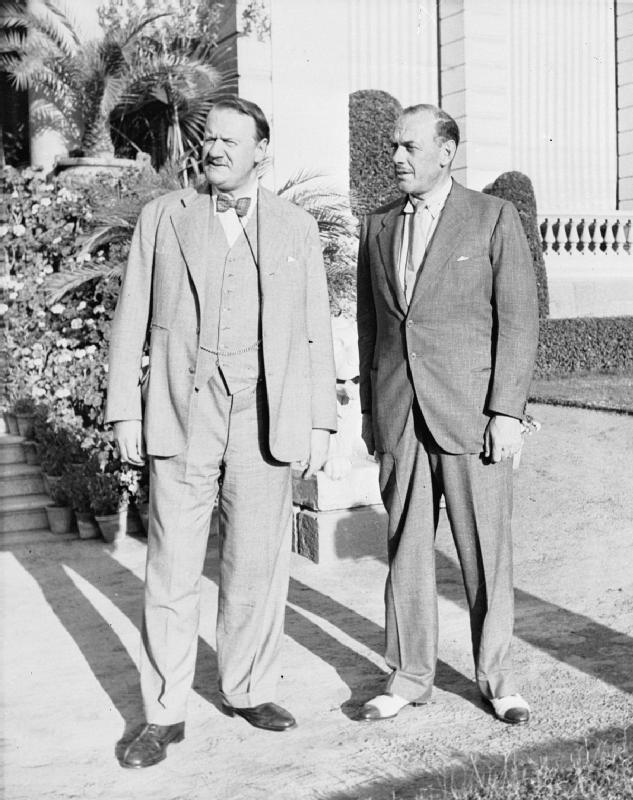
Oliver Lyttelton (rechts) mit dem Botschafter in Ägypten Miles Lampson im Juli 1941

Oliver Lyttelton 1. Viscount Chandos, KG, PC, DSO, MC (* 15. März 1893 in Mayfair; † 21. Januar 1972 in Marylebone) war ein britischer Geschäftsmann, der ab dem Zweiten Weltkrieg auf verschiedenen Ministerposten an der britischen Regierung beteiligt war.

## Leben
Er war der Sohn von Alfred Lyttelton (1857–1913), einem jüngeren Sohn des George Lyttelton, 4. Baron Lyttelton, und dessen zweiter Gattin Edith Balfour.
Er studierte in Eton und am Trinity College in Cambridge.
Im Ersten Weltkrieg diente er bei den Grenadier Guards und wurde mit dem Distinguished Service Order und Military Cross ausgezeichnet.
Er war Geschäftsführer der British Metal Corporation (BMC) und aufgrund eines gegenseitigen Aktientauschs auch Aufsichtsratsmitglied der Frankfurter Metallgesellschaft AG. Dem Gremium gehörte er auch nach der Arisierung des Unternehmens 1938 an; erst in der ersten Sitzung nach Ausbruch des Zweiten Weltkrieges, im Oktober 1940, schied er aus. Er war auch Vorstand der London Tin Corporation sowie der Associated Electrical Industries.
1940 errang er im Wahlkreis Aldershot für die Conservative Party ein Mandat im House of Commons und wurde in den Privy Council aufgenommen.
Von 1940 bis 1941 war er in der Kriegsregierung Churchill Vorsitzender des Handelsausschusses (President of the Board of Trade), von 1941 bis 1942 Staatsminister für den Nahen Osten (Minister of State in the Middle East), als welcher er ein wichtiger Akteur in der Staatskrise in Ägypten 1942 war, von 1942 bis 1945 Kriegsproduktionsminister (Minister of Production) und 1945 ein weiteres Mal Vorsitzender des Handelsausschusses. Nach Wahlsieg der Conservative Party bei den Unterhauswahlen 1951 war er von 1951 bis 1954 Staatsminister für die Kolonien (Secretary of State for the Colonies).
Am 9. September 1954 wurde er als Viscount Chandos, of Aldershot in the County of Southampton, in den erblichen Adelsstand erhoben, womit auch ein Sitz im House of Lords verbunden war. Sein dadurch freiwerdendes Mandat im House of Commons ging nach der Nachwahl in Aldershot 1954 an seinen Parteifreund Eric Errington.
Anschließend kehrte er zu Associated Electrical Industries das sich unter seiner Leitung zu einem absatzstarken britischen Unternehmen entwickelte.
1961 wurde er eingeladen die MacMillan Memorial Lesung vor dem Berufsverband der schottischen Ingenieure und Schiffbauer zu halten, er wählte das Thema
Jungle-or Cloister? – Some Thoughts on the Present Industrial Scene
(„Dschungel- oder Kreuzgang? - Einige Gedanken zur gegenwärtigen industriellen Szene“).
1970 wurde er als Knight Bachelor in den Hosenbandorden aufgenommen.
Von 1962 bis 1971 war er Aufsichtsratsvorsitzender des Royal National Theatre in South Bank für das seine Eltern eifrig geworben hatten und das Lyttelton Theatre benannt wurde. Unter der Regie von Kenneth Tynan spielte John Colicos die Rolle Winston Churchills in Rolf Hochhuths Stück Soldaten, in welchem der Flugzeugabsturz bei Gibraltar thematisiert wurde. Am 24. April 1967 traf sich der Aufsichtsrat des Theaters unter dem Vorsitz von Lyttelton bezeichnete das Stück als grotesk und schwerbeleidigend und setzte es vom Spielplan ab.
Ihm zu Ehren trägt der Gebirgskamm Lyttelton Ridge in der Antarktis seinen Namen.

## Ehe und Nachkommen
Im Januar 1920 heiratete er Moira Godolphin Osborne (* 20. Mai 1892; † Mai 1976), Tochter des 10. Duke of Leeds. Mit ihr hatte er eine Tochter und drei Söhne.
Als er 1972 starb, erbte sein Sohn Anthony Lyttelton seinen Adelstitel.